# La Guilde
La Guilde est une série de bande dessinée parue la première fois en 2006 aux éditions Casterman.

## Scénario et dessin
Le scénariste est Miroslav Dragan (également connu sous le nom de Michel Dufranne), le dessin et la couleur sont de Oscar Martín.

## Synopsis
Astraban, un jeune alchimiste, sauve une femme attaquée par quatre assassins. Dès lors, ses ennuis ne font que commencer, sa vie est en sursis. Il ne doit la vie sauve qu’au recteur de l’académie impériale d’alchimie, l’oncle de la jeune femme sauvée. Pour survivre, il doit changer de vie.

## Personnages
- Astraban : jeune alchimiste.
- Braezel : personnage énigmatique très influent. Une espèce de parrain de la pègre.
- Limpär : le bras droit du seigneur Braezel.
- Lyndia : la fille du seigneur Braezel.

## Albums aux éditionsCasterman
- Tome 1 : Astraban (2006)[2],[3].
- Tome 2 : Lucius (2008)[4],[5],[6].